# ニュース系列
ニュース系列（ニュースけいれつ）またはニュースネットワーク（ニュースネットワーク）とは、日本の民間放送テレビ局間における、ニュース取材および情報の相互流通を行う放送局の系列関係をいう。

## 歴史

### 前史
1958年6月、当時東京のラジオ東京（現・TBSテレビ）が、大阪の大阪テレビ放送（現・朝日放送テレビ）・名古屋の中部日本放送（現・CBCテレビ）・福岡のラジオ九州（現・RKB毎日放送）・北海道の北海道放送との間にテレビニュースネットワーク協定を締結。ラジオ東京の「東京テレニュース」を各局でタイトルや一部内容を差し替えて放送し、また自社取材のニュースをラジオ東京経由で流した。
一方、同年7月、共同通信社を中心に、フジテレビ、日本教育テレビ（NET。現・テレビ朝日）等が出資した共同テレビジョンニュース社（現・共同テレビジョン）が発足。当初は同社がテレビニュースの制作を行い、出資各局が同社から番組を購入して放送することとしたが、結局業務開始までにNETが降り、事実上のフジテレビ系列として11月に「共同テレニュース」がスタートした。
共同テレビジョンニュース社から抜けたNETは、親会社であった東映が朝日新聞社と提携して朝日テレビニュース社（現・テレビ朝日映像）を発足させ、同社が制作した「NETニュース 朝日新聞制作」を購入して放送することとなり、1959年よりNETと九州朝日放送で放送開始。ただし、既にラジオ東京との協定を結んでいた朝日放送ではこの番組を放送せず、1960年から大阪地区では毎日新聞系の毎日放送がこの番組を放送し取材制作に携わったことから、「腸捻転」ネットとして問題になった（1975年3月30日に解消。ネットチェンジの項を参照のこと）。
先発局ながら、こうした系列化で後れをとった日本テレビは、姉妹局・読売テレビや自社資本が入った札幌テレビ・テレビ西日本（1964年10月ネット解消）の他、後述するJNNに加盟しなかったラ・テ兼営局を対象に「NTVニュース」や「日本テレニュース」、「きょうの出来事」といったニュース番組を配信していった。ただし、これらは系列各社の取材協力はあったものの、あくまでも日本テレビの番組を供給したものであった。

### 本格的なニュース系列の発足
1959年8月1日、ラジオ東京は、同年4月に放送した皇太子（現・上皇）ご成婚特番でネットワークを組んだ前述4社を含めた計16局と、ニュース協定のJNNを締結。これがニュース系列の嚆矢とされる。
その後、1966年4月1日に日本テレビ系列がNNNを、10月3日にはフジテレビ系列がFNNをそれぞれ発足させ、これまでの日本テレビや共同テレビが制作したニュース番組を購入して放送する形式を改め、JNNと同様のスタイルを採ることとなった。1974年4月1日にはNETテレビ系列もANNというニュース協定を締結した（「ANNニュース」そのものは上記「NETニュース 朝日新聞制作」を改題した形で1970年1月1日よりスタートしていた。）。
テレビ東京がキー局となっているTXNは「TXNニュース協定」を1991年に締結して以降、ニュース系列と番組供給系列（1982年発足）を兼ねている。

## 日本のニュース系列
左から系列名（略称）、在京キー局/在阪準キー局/在名基幹局。
- 日本ニュースネットワーク（NNN） 日本テレビ/読売テレビ/中京テレビ
- オールニッポン・ニュースネットワーク（ANN） [注釈 1]テレビ朝日/朝日放送テレビ/名古屋テレビ
- ジャパン・ニュース・ネットワーク（JNN） [注釈 1]TBSテレビ/毎日放送（MBSテレビ）/CBCテレビ
- TXNネットワーク（TXN）[注釈 2] テレビ東京/テレビ大阪/テレビ愛知
- フジニュースネットワーク（FNN） フジテレビ/関西テレビ/東海テレビ

なおNHK（日本放送協会）は1926年以来全国で同一事業者であり、ニュース系列には含まれない。

## 特徴
東京を中心とした関東広域圏を放送対象地域とするキー局にとって、地方のニュース取材は負担が重い。また、系列局にとっては東京でのニュースを必須とする。さらに、ニュースネットワークのない状態で各局がやりとりすると全国ニュース番組においての統一性に欠ける恐れがある。この事情から、
- 系列間でニュース映像の交換（配信）を行う。
- ニュース系列名を冠したニュースは全国での放送とする。
- 系列外へのニュース配信を行ってはいけない（JNN協定）。

の3点を目的とした局間ネットワークが組まれていった。JNN協定は他系列が混じることによる品質の低下を防ぐためにJNNが当初から盛り込んでいたもので、ほかのニュース系列では盛り込まれていないものもある。その地域の放送局が少なく複数の系列に属する場合は「クロスネット」というが、平成に入ってから新たに開局した放送局が増えたため少なくなっている。
またニュース以外のドラマなどの各種番組についても、このニュース系列のネットワーク各局で放送されることが多い（フジテレビ系列の番組供給ネットワークはFNS・日本テレビ系列の番組供給ネットワークはNNSという別名称で呼ばれている）。
なお、札幌・東京・名古屋・大阪・福岡のテレビ局 はその系列の基幹局であり、ニュース系列で大きな力を持つ。

## 全国紙との関係
| 新聞         | 主資本放送局（在京キー局）                         | 主資本放送局（在京キー局）   | 主資本スポーツ新聞 | 備考                    |
| 新聞         | テレビ局（ニュース系列）                           | ラジオ局                     | 主資本スポーツ新聞 | 備考                    |
| ------------ | -------------------------------------------------- | ---------------------------- | ------------------ | ----------------------- |
| 読売新聞     | 日本テレビ放送網（日本ニュースネットワーク）       | （アール・エフ・ラジオ日本） | スポーツ報知       | [ 2 ] [ 3 ] [ 4 ]       |
| 朝日新聞     | テレビ朝日（オールニッポン・ニュースネットワーク） | なし                         | 日刊スポーツ       | [ 2 ] [ 5 ] [ 6 ]       |
| 毎日新聞     | TBSテレビ（ジャパン・ニュース・ネットワーク）      | （TBSラジオ）                | スポーツニッポン   | [ 7 ] [ 2 ] [ 3 ] [ 8 ] |
| 日本経済新聞 | テレビ東京（TXNネットワーク）                      | 日経ラジオ社                 | なし               | [ 9 ]                   |
| 産経新聞     | フジテレビジョン（フジニュースネットワーク）       | ニッポン放送 （文化放送）    | サンケイスポーツ   | [ 5 ] [ 10 ] [ 11 ]     |

上掲の通り、独立した放送局がニュースの相互配信を目的として発足したものだが、日本テレビは読売新聞社との関係が開局当初から強く、またNETテレビに至っては朝日新聞制作のニュースをそのままネットワークニュースとしてきたことから、やがてニュース系列と特定新聞社（言い換えれば、全国紙）との関係は強くなってきた。

### NNN
日本テレビをキー局とするNNNは、地方新聞社が設立した局も多く加盟しているため読売新聞とは一応別物と位置付けられているが、日本テレビと読売テレビは読売グループに属し、札仙広福の各局 をはじめとして多くのNNN系列局には読売新聞の資本が入っている。一方、四国全域や北日本（東北地方の日本海側や北陸地方など）の一部にある古参局のように、読売資本が入っておらず地方紙等の地方企業との関係が深いところもある。例えば青森放送は東奥日報、山形放送は山形新聞、山梨放送は山梨日日新聞、北日本放送は北日本新聞、四国放送は徳島新聞、西日本放送は四国新聞、南海放送は愛媛新聞、また平成新局であるテレビ金沢は北國新聞などといったように一部の系列局は各県の地方紙を背景に設立されたものもあり、TBSテレビをキー局とする毎日新聞系列のJNNより少ないものの、やはり読売新聞との関係が希薄・皆無な局も存在する。
なお、札幌テレビ放送、福岡放送など資本・人事面等で読売新聞の影響が強い局も、「読売グループ」には名を連ねていない。また、在名基幹局の中京テレビは設立に中日新聞系列である中部日本放送（現・CBCテレビ）と東海テレビ放送や名古屋鉄道（名鉄グループ）に加え、日本経済新聞などが関わっており、読売中京FSホールディングス設立前は日本テレビHDが筆頭株主ではあるものの、意外にも開局当初から様々な諸事情により、読売新聞との関係が資本上では希薄となっており、2000年代初頭の読売新聞グループ再編時のごく短期間を除き、上位株主にはなっていない。
一方、読売・日テレ色が濃い系列局でも松本市発祥のテレビ信州は信濃毎日新聞、アルピコグループに加えてクロスネット局の名残で朝日新聞・テレビ朝日HD、福岡放送は九州電力と西日本新聞、熊本県民テレビは西日本新聞と熊本日日新聞などが上位株主であることに加え、宮城テレビ放送も地元仙台市の有力企業・カメイが親会社であるなど、地方紙や地元企業も主要株主になっている系列局も存在している。なお、福島中央テレビは福島民友系列ではあるが、福島民友は読売新聞グループの地方紙である。また、静岡第一テレビやテレビ金沢、長崎国際テレビ、テレビ大分 の様にFNNのキー局であるフジテレビの持株会社であるフジ・メディア・ホールディングスや準キー局の関西テレビ（カンテレ）が大株主である系列局も存在する。日本海テレビと山口放送もテレビ放送開始当初から日本テレビとは親密ではあるが、一時期はフジテレビも出資していたことがあった。

### ANN
テレビ朝日をキー局とするANNは、テレ朝（当時のNETテレビ）が発足した際に、当初毎日放送（MBSテレビ）が系列基幹局に加わっていたこともあり、名称も「朝日ニュースネットワーク」の略ではなく、「オールニッポンニュースネットワーク」の略となっているが、1975年3月31日に腸捻転解消に伴うネットチェンジでANNの準キー局が毎日放送から朝日放送（ABCテレビ）に変更して以降、現在はテレビ朝日、朝日放送テレビ、名古屋テレビも含め、全加盟局が朝日新聞社の関係会社であるため、ANNもまた朝日新聞系のテレビニュースネットワークに位置付けられている。

### JNN
TBSテレビをキー局とするJNNはTBS・毎日放送・RKB毎日放送といった基幹局が毎日新聞社の友好会社となってはいるが、歴史的経緯から、この3局が現在では資本面では毎日新聞社の系列というよりも同社と対等な関係にある一方、テレビユー福島、テレビ山口、宮崎放送など毎日新聞社が大株主の系列局もある。
また地方紙がテレビ放送開始直後に設立した古参局が多く、例えばCBCテレビは中日新聞、北海道放送は北海道新聞、IBC岩手放送は岩手日報、東北放送は河北新報、新潟放送は新潟日報、信越放送は信濃毎日新聞、静岡放送は静岡新聞、北陸放送は北國新聞社、RSK山陽放送は山陽新聞、中国放送は中国新聞、熊本放送は熊本日日新聞、大分放送は大分合同新聞社、南日本放送は南日本新聞、琉球放送は沖縄タイムスといったように有力系列局の多くは各県の地方紙を背景に設立されたものが多く、またテレビ単営局であるテレビユー福島は福島民報社、チューリップテレビは北國新聞社と北日本新聞社、あいテレビは愛媛新聞社のように、毎日新聞との関係が希薄・皆無な局も多い。また、TBSの設立時には読売新聞社・朝日新聞社とも関係があったことから、朝日新聞・読売新聞とも資本および友好関係が残っている局（主に山陰放送、テレビユー山形、テレビ山梨、チューリップテレビ、テレビ高知など）もある。
このためJNN各局と毎日新聞の関係は他系列に比べて希薄だが、TBS制作の情報番組の解説者には毎日新聞の記者や論説委員などが多く起用されている。

### TXN
テレビ東京をキー局とするTXNは、地元の山陽新聞社が筆頭株主となっているテレビせとうちを除いた5局が日本経済新聞社の持分法適用会社となっており、またニュース取材においても日本経済新聞社との提携関係にある。

### FNN
フジテレビをキー局とするFNNはフジテレビの親会社であるフジ・メディア・ホールディングスが産業経済新聞社の大株主であり、フジテレビと産経新聞は報道面で協力関係にあるが、東海テレビ、テレビ静岡などは中日新聞、富山テレビ、石川テレビなどは北陸中日新聞、テレビ西日本、サガテレビ、テレビ熊本などは西日本新聞、北海道文化放送は北海道新聞と関係が深く、また産経新聞自体が全国紙とは言い難い取材発行体制にあるため、FNNが産経系のニュースネットワークであるとは言い切れない。ただし、産経新聞紙面には時折「FNN・産経新聞共同世論調査」が掲載されていたり、FNNの解説者として産経新聞記者が登場するなど関係は深い。フジテレビでは「FNNスピーク」（2018年3月30日に終了。「FNNプライムニュース デイズ」→現・「FNN Live News days」。テレビ宮崎を除く）に「協力 産経」のクレジットが入り、（但し、「FNNスピーク」制作・幹事局のフジテレビのみ） 2016年3月までは「産経テレニュースFNN」 の放送もあった。
なお、東海テレビではFNNニュースを「FNN東海テレニュース・協力 中日新聞」とテレビ西日本では「TNCニュース FNN（または「FNN西日本新聞ニュース」）」（一部時間帯）とそれぞれ系列局名を冠した番組名に差し替え、協力する新聞社のクレジットを入れている。しかし、FNNは東海テレビやテレビ西日本だけに限らず、他のFNN系列局(関西テレビなど)でもFNNニュースのタイトル差し替え番組が数多く存在する。